# Scaptomyza flavella
Scaptomyza flavella är en tvåvingeart som beskrevs av Harrison 1959. Scaptomyza flavella ingår i släktet Scaptomyza och familjen daggflugor. Inga underarter finns listade i Catalogue of Life.